# Bounce
A Bon Jovi nyolcadik stúdióalbuma, a Bounce (magyarul: „Pattanj!” / „Lendülj!”) 2002. október 8-án jelent meg. A Bounce-t nagyrészt a 2001. szeptember 11-ei terrortámadás befolyásolta, részben köszönhetően Jon Bon Jovi közelségének New Yorkhoz.
A Bounce-ra való kritikai reakció túlnyomóan pozitív volt. Amíg a Crush néha hosszú ideig kritizálva volt a rajongók által a túl „pop-rock”-os stílus miatt, addig a Bounce reprezentált egy visszatérést a Bon Jovi „gyökerekhez”. Akárhogy is, ez visszatérés egy túl „klasszikus Bon Jovi”-hangzáshoz; bár megkönnyebbülés volt néhány rajongónak, ezáltal az album szintén hozott még jó pár kritikát, mi szerint azzal vádolták a bandát, hogy túlságosan „egyhangúak, sablonosak”, amivel azelőtt is céloztak a banda zenéjére a múltban.
Az Everyday című dal egy reagálás volt a banda részéről arról, hogyan kell tovább élni az életet szeptember 11-e után. Különös módon, míg sikeres áttörést ért el számos országban, a dal mégsem hagyott nyomot az Egyesült Államokban. Az „Undivided” című szám sokkal kifejezettebben beszél szeptember 11. következményeiről, és ugyanakkor egy rajongói kedvenccé is vált az albumról.
A dal, címén nevezvén „Open All Night” szintén egy vélemény volt Jon Bon Jovi részéről arról, hogyan érzett akkor, amikor vége lett az Ally McBeal című tv-sorozatnak. Ő játszotta a fiúját Calista Flockhart sztárnak a sorozat vége felé, és nagyon izgatott volt, mert a karaktere egy az egyben le lett másolva. A show producerei feltételezetten megkérték Jont, hogy maradjon még néhány extra epizódig, így a karaktere, Victor, elvenné feleségül Ally-t. Jon ezt azon ok miatt visszautasította, mert feleségének már nehézkes volt a terhesség a fiukkal, Jake-kel, és így Victor hamarabb ki lett írva, mint azt bárki is remélte volna. Jon megírta az „Open All Night”-ot kifejezésképpen, hogyan érzett, amikor vágyódott karaktere után, amit lemondott.
A címdal az NFL-nek, a New England Patriots főedzőjének, Bill Belichicknek lett szánva, aki egy közeli barátja Bon Jovinak. A dal a különböző nehézségekre céloz, amiket Belichik tapasztalt, mielőtt véglegesen megnyerte volna a Super Bowlt. Vagylagosan, sokan úgy éreztek, hogy a szám a nemzet visszapattanásáról szól szeptember 11-ét követően. Ennek a számnak szintén van számos cenzúrázott hivatkozása a „fuck” szóra.

## Helyezések és siker
Bon Jovi, "Bounce" a chart-okon:
- #1 Európában
- #2 az Egyesült Államokban, az Egyesült Királyságban és Németországban
- #3 Kanadában

A Bounce #2-ként debütált a "Billboard 200" listáján, és ezzel ez lett a banda legnagyobb bemutatkozása zenei történelmében, bár az eladások hamar lecsökkentek.
Az album elérte a 3.000.000-s eladott példányszámot világszerte. A "Bounce" 17 országban érte el az arany, illetve a platina minősítést a világon, és ez a Bon Jovi egyetlen stúdióalbuma, mely csak az arany képesítést kapta meg az Egyesült Államokban.

## Az album számai
1. "Undivided" (Bon Jovi, Sambora, Billy Falcon) – 3:53
2. "Everyday" (Bon Jovi, Sambora, Andreas Carlsson) – 2:59
3. "The Distance" (Bon Jovi, Sambora, Child) – 4:48
4. "Joey" (Bon Jovi, Sambora) – 4:54
5. "Misunderstood" (Bon Jovi, Sambora, Carlsson, Child) – 3:29
6. "All About Lovin' You" (Bon Jovi, Sambora, Carlsson, Child) – 3:46
7. "Hook Me Up" (Bon Jovi, Sambora, Carlsson, Child) – 3:54
8. "Right Side of Wrong" (Bon Jovi) – 5:50
9. "Love Me Back to Life" (Bon Jovi, Sambora) – 4:09
10. "You Had Me From Hello" (Bon Jovi, Sambora, Carlsson) – 3:49
11. "Bounce" (Bon Jovi, Sambora, Falcon) – 3:11
12. "Open All Night" (Bon Jovi, Sambora) – 4:20
13. "No Regrets" – 4:03 *
14. "Postcards From the Wasteland" – 4:37 *

[*] Bónusz számok – csak a Japán kiadásokon jelentek meg.

## Alkalmazottak
- Jon Bon Jovi – ének
- David Bryan – billentyűk
- Hugh McDonald – basszusgitár
- Richie Sambora – gitár, háttérvokál, Talkbox
- Tico Torres – dob, ütőhangszer